# Flandern-Rundfahrt 2002
Die Flandern-Rundfahrt 2002 war die 86. Austragung des Rad-Klassikers Flandern-Rundfahrt. Es wurde am 7. April 2002 über eine Distanz von 264 km ausgetragen. Das Rennen wurde von Andrea Tafi vor Johan Museeuw und Peter Van Petegem gewonnen.

## Teilnehmende Mannschaften
| Tacconi Sport-Vini Caldirola Mapei-Quick Step CSC-World Online | Domo-Farm Frites-Latexco Fassa Bortolo Saeco Macchine per Caffè-Longoni Sport | Rabobank Coast-Buffalo Bonjour | iBanesto.com Team Telekom Crédit Agricole | Acqua & Sapone-Cantina Tollo Cofidis-Le Crédit par Téléphone Gerolsteiner | Lotto-Adecco Française des Jeux ONCE-Eroski | Lampre-Daikin Kelme-Costa Blanca Phonak Hearing Systems | US Postal Service |

| Vlaanderen-T Interim | Collstrop-Palmans | Landbouwkrediet-Colnago |

## Ergebnis
|    | Fahrer             | Land               | Team                         | Zeit         |
| -- | ------------------ | ------------------ | ---------------------------- | ------------ |
| 1  | Andrea Tafi        | Italien            | Mapei-Quick Step             | 6h 53' 00"   |
| 2  | Johan Museeuw      | Belgien            | Domo-Farm Frites             | + 21"        |
| 3  | Peter Van Petegem  | Belgien            | Lotto-Adecco                 | gl. Zeit     |
| 4  | George Hincapie    | Vereinigte Staaten | US Postal Service            | gl. Zeit     |
| 5  | Daniele Nardello   | Italien            | Mapei-Quick Step             | gl. Zeit     |
| 6  | Rolf Sørensen      | Dänemark           | Landbouwkrediet-Colnago      | + 1' 12"     |
| 7  | Enrico Cassani     | Italien            | Domo-Farm Frites             | gl. Zeit     |
| 8  | Gabriele Missaglia | Italien            | Lampre-Daikin                | + 1' 14"     |
| 9  | Mario Cipollini    | Italien            | Acqua & Sapone-Cantina Tollo | + 2 min 37 s |
| 10 | Erik Zabel         | Deutschland        | Team Telekom                 | gl. Zeit     |